# Leonardo Domenici
Leonardo Domenici (Florencia,- 12 de julio de 1955) es un político italiano.
Fue elegido eurodiputado en 2009 por la lista Partido Democrático, en la circunscripción Centrale de Italia. 
Hasta junio de 2009 fue alcalde de Florencia, cargo para el que fue elegido por primera vez en 1999 y reelegido en 2004.